# Гарненькі брудні речі
«Гарненькі брудні речі» («Брудні принади», англ. Dirty Pretty Things) — британський кінофільм режисера Стівена Фрірза.

## Сюжет
Нігерієць Окве (Чівітель Еджофор) працює в розкішному лондонському готелі нічним портьє. Одного разу він вирішує зазирнути до порожнього номера з унітазом, що засмітився. Виявляється, що унітаз засмітився через те, що туди кинули нещодавно вирізане людське серце. Після цього з'ясовується, що цей готель взагалі є одним з центрів кримінального світу Великої Британії. Бідолаха Окве опиняється в дуже нелегкій ситуації. На щастя йому приходить на допомогу прибиральниця з цього ж готелю — туркеня Шинай (Одрі Тату).
Одним з улюблених сюжетів радянської пропаганди була розповідь про «нелегке життя простих трудівників у царстві загниваючого капіталізму». На жаль, для Агітпропу СРСР «Гарненькі брудні речі» вийшли занадто пізно, а те б вони могли стати безцінним наочним прикладом, що оповідає про мерзенності і виразки нинішнього західного суспільства, про бідність, що там панує, безправ'я «кольорових» і розмаху злочинності. У фільмі докладно і натуралістично показані лондонські нічліжки, «бомжатники», морги, чорні ринки, склади брудної білизни тощо. Девіз фільму — фраза одного з героїв британського «дна», звернена до респектабельного суспільства: «Ви нас не помічаєте: ми — це ті, хто підвозить вас до будинку, забирає ваше лайно і сосе ваші члени!»

## У ролях
| Актор            |  | Персонаж    |
| ---------------- |  | ----------- |
| Чиветел Еджіофор |  | Okwe        |
| Одрі Тоту        |  | Senay Gelik |
| Сержі Лопес      |  | Sneke       |
| Софі Оконедо     |  | Juliette    |
| Бенедикт Вонґ    |  | Guo Yi      |
| Златко Бурич     |  | Ivan        |
| Пол Бхаттачарджі |  | Mohammed    |
| Нома Думезвені   |  | Селія       |